# Società Sportiva Robur 1923-1924
Questa voce raccoglie le informazioni riguardanti la squadra di calcio italiana Società Sportiva Robur nelle competizioni ufficiali della stagione 1923-1924.

## Divise
| 1ª divisa |

## Statistiche

### Statistiche di squadra
| Competizione      | Punti | In casa | In casa | In casa | In casa | In casa | In casa | In trasferta | In trasferta | In trasferta | In trasferta | In trasferta | In trasferta | Totale | Totale | Totale | Totale | Totale | Totale | DR  |
| Competizione      | Punti | G       | V       | N       | P       | Gf      | Gs      | G            | V            | N            | P            | Gf           | Gs           | G      | V      | N      | P      | Gf     | Gs     | DR  |
| ----------------- | ----- | ------- | ------- | ------- | ------- | ------- | ------- | ------------ | ------------ | ------------ | ------------ | ------------ | ------------ | ------ | ------ | ------ | ------ | ------ | ------ | --- |
| Seconda Divisione | 4     | 7       | 2       | 2       | 3       | 9       | 15      | 7            | 0            | 0            | 7            | 0            | 24           | 14     | 2      | 2      | 10     | 9      | 39     | -30 |

### Statistiche dei giocatori
| Giocatore        | Seconda Divisione | Seconda Divisione |
| Giocatore        | Presenze          | Reti              |
| ---------------- | ----------------- | ----------------- |
| Barsotti (I)     | 9                 | 0                 |
| A. Barsotti (II) | 11                | 0                 |
| R. Campanini     | 11                | -34               |
| V. Cibelli       | 9                 | 0                 |
| Cincinnati       | 4                 | 0                 |
| Coppi            | 6                 | 0                 |
| T. Freschi       | 5                 | 1                 |
| G. Giannelli     | 11                | 1                 |
| G. Giannelli     | 1                 | -2                |
| R. Magnozzi (II) | 12                | 1                 |
| A. Mainò         | 7                 | 0                 |
| T. Masini        | 12                | 1                 |
| F. Momicchioli   | 1                 | 0                 |
| Neri             | 6                 | 0                 |
| Ottone           | 7                 | 0                 |
| Papini           | 2                 | 0                 |
| D. Savelli       | 8                 | 1                 |
| Traverso         | 10                | 4                 |